# تاهلکواه (اکلاهما)
تاهلکواه(به انگلیسی: Tahlequah) شهری در ایالت اکلاهما کشور ایالات متحده آمریکا است که جمعیت آن در سرشماری سال ۲۰۱۰ میلادی، ۱۵٬۷۵۳ نفر بوده‌است.